# Leinen (Fahrsport)

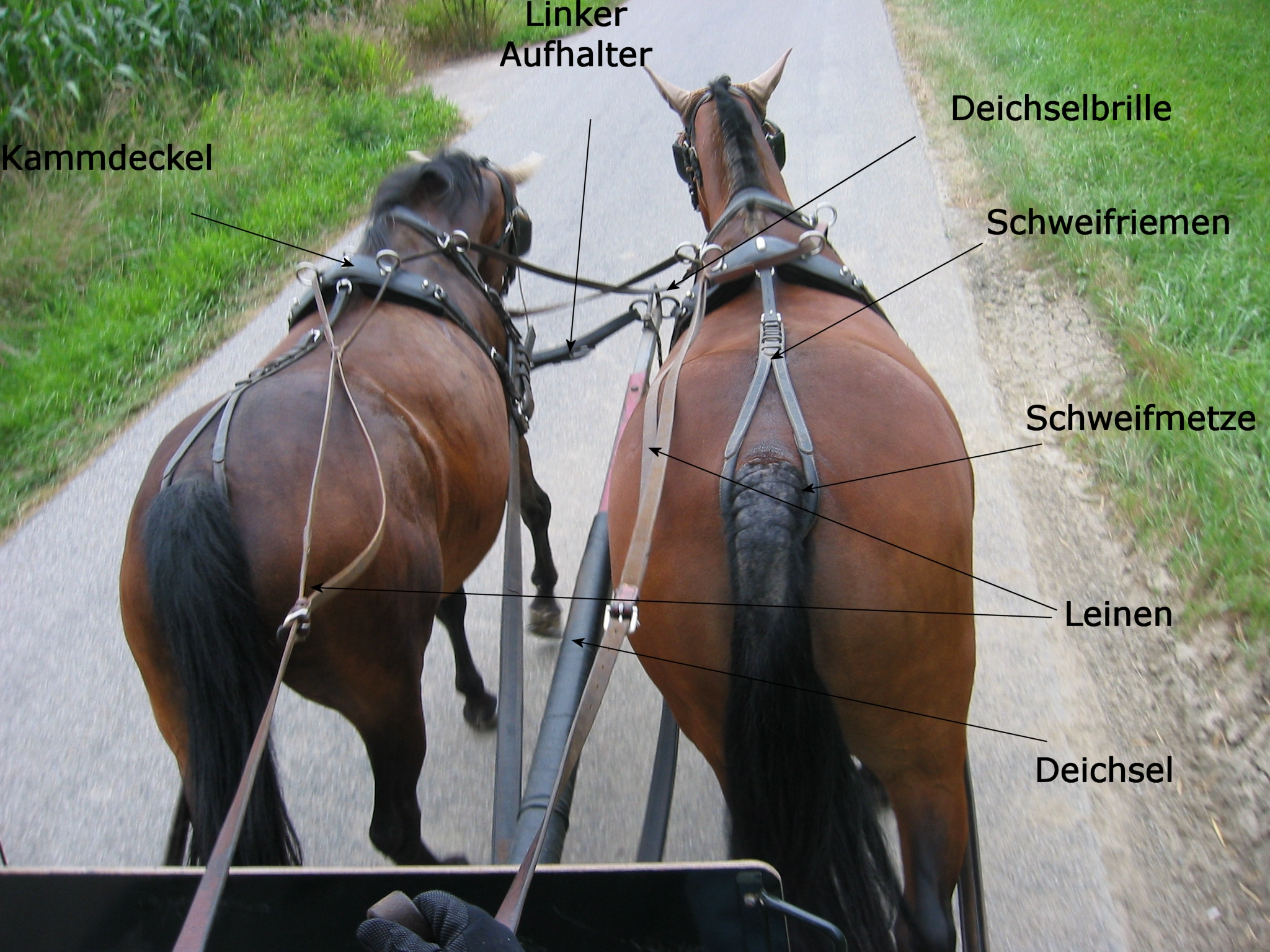
Achenbach-Kreuzleine

Die Leinen sind das wichtigste und einzige ständige Hilfsmittel zum Lenken eines Fuhrwerks oder einer Kutsche beim Fahren. Sie entsprechen den Zügeln beim Reiten.
Leinen bestehen meist aus Lederriemen und Schnallen (manchmal auch Schlaufen). Sie sind in der Regel 2,0 bis 2,4 cm (im Turniersport 1,8 cm) breit und aus hochwertigem Kernleder hergestellt. Es gibt verschiedene Leinensysteme, weit verbreitet ist die Achenbachleine.

## Achenbachleine oder Kreuzleine
Die Achenbachleine wurde von Benno von Achenbach entwickelt und gehört zum Achenbach-Fahrsystem. Das Achenbach-System wird im deutschen Fahrsport gelehrt. Die Achenbachleine wird auch Leine 22 genannt, weil auf jedem Verschnallstück 11 Löcher sind, also insgesamt 22 Löcher. Außerdem besteht sie aus folgenden 22 benennbaren Einzelteilen: Schnallstück, Mittelstück mit 22 längsovalen Löchern und Handstück (Außenleine). Schnallstück und Mittelstück (Innenleine) = 5 Teile × 2 Leinen = 10 Teile, 4 Gebissschnallen, 2 Kreuzschlaufen, 2 Kreuzschnallen, 2 Leinenschoner und endlich Schnalle und Strippe an den Handstücken = 22 benennbare Teile. Achenbach selbst nannte seine Leinen „Kreuzleinen“.
Bei Kreuzleinen werden jeweils die beiden linken Leinen eines Pferdepaars zusammengeschnallt. Genauso wird mit den beiden rechten Leinen verfahren. So muss statt der ursprünglich vier Leinen nur ein Leinenpaar in der Hand geführt werden. Die Leinen eines Pferdepaares können unterschiedlich lang verschnallt werden. Dadurch können Unterschiede im Temperament und Körperbau ausgeglichen werden.

## Zupfleine oder Stoßzügel
Die Zupfleine, oder in Bayern Stoßzügel, wird vor allem bei der Arbeit, also beim Holzrücken oder beim Pflügen eingesetzt.
Bei einer Zupfleine sind beide Leinen, die vom Gebiss ausgehen, auf Höhe des Widerrists zusammengeschnallt, so dass nur eine Leine in der Hand ist und eine Hand frei bleibt für die Arbeit.
Die Richtung wird durch Stimmhilfen, die Fuhrkommandos, angegeben.